# Новодмитровка (Краматорский район)
Новодмитровка (укр. Новодмитрівка) — посёлок в Константиновской городской общине Краматорского района Донецкой области Украины.

## Общие сведения
Население по переписи 2001 года составляло 415 человек. Почтовый индекс — 85135. Телефонный код — 6272.